# École serbe de Gornja varoš
L'école serbe de Gornja varoš (en serbe cyrillique : Српска школа у Горњој вароши ; en serbe latin : Srpska škola u Gornjoj varoši) est située à Belgrade, la capitale de la Serbie, dans la municipalité urbaine de Zemun. En raison de sa valeur architecturale et historique, ce bâtiment, construit en 1872 et agrandi en 1912, figure sur la liste des biens culturels de la ville de Belgrade.

## Présentation
L'école serbe de Gornja varoš, située 4 rue Svetotrojičina, a été construite en 1872 et agrandie en 1912. Elle est constituée d'un seul rez-de-chaussée. La façade a été conçue dans un style néoclassique avec des éléments Art nouveau. L'école est située à proximité de l'église de la Sainte-Trinité, dont elle relevait à l'origine.